# Acacia persiciflora
Acacia persiciflora är en ärtväxtart som beskrevs av Ferdinand Albin Pax. Acacia persiciflora ingår i släktet akacior, och familjen ärtväxter. Inga underarter finns listade i Catalogue of Life.